# Patrick Surtain II
Patrick Surtain II (geboren am 14. April 2000 in Plantation, Florida) ist ein US-amerikanischer American-Football-Spieler auf der Position des Cornerbacks. Er spielte College Football für die University of Alabama und gewann das College Football Playoff National Championship Game in der Saison 2020. Im NFL Draft 2021 wurde Surtain in der ersten Runde von den Denver Broncos ausgewählt.

## College
Surtain besuchte die American Heritage School in seiner Heimatstadt Plantation, Florida. Dort spielte er Football als Cornerback und wurde zeitweise von seinem Vater Patrick Surtain, der elf Jahre lang auf dieser Position in der National Football League (NFL) spielte, trainiert. Er spielte dort mit Tyson Campbell zusammen, der ebenso wie Surtain als einer der besten Cornerbacks seines Highschooljahrgangs galt. ESPN führte Surtain als besten und Campbell als zweitbesten Cornerback des Jahrgangs 2018. Campbell spielte später für die University of Georgia und schaffte es ebenfalls in die NFL.
Ab 2018 ging Surtain auf die University of Alabama, um College Football für die Alabama Crimson Tide zu spielen. Dort wurde er bereits als Freshman Stammspieler und kam in 15 Spielen zum Einsatz, dabei zwölfmal von Beginn an. Ihm gelang eine Interception und mit einem eroberten Fumble ein weiterer Ballgewinn. Als Sophomore spielte er in 13 Spielen, fing dabei zwei Interceptions und konnte drei Fumbles erzwingen.
In der Saison 2020 wurde Surtain als Defensive Player of the Year in der Southeastern Conference (SEC) ausgezeichnet und zum Unanimous All-American gewählt. Im Rose Bowl gegen die Notre Dame Fighting Irish wurde Surtain als Defensive MVP ausgezeichnet. Anschließend gewann er mit Alabama das College Football Playoff National Championship Game gegen die Ohio State Buckeyes. Danach gab er bekannt, dass er sich für den NFL Draft 2021 anmelden werde. Er kam in der Saison insgesamt auf 38 Tackles, davon 3,5 für Raumverlust, eine Interception, einen eroberten Fumble und zwölf verteidigte Pässe.

## NFL
Surtain wurde im NFL Draft 2021 an neunter Stelle von den Denver Broncos ausgewählt. Damit war er der zweite Defensivspieler und Cornerback in diesem Draft nach Jaycee Horn. Da die Broncos auf der Cornerback-Position mit Kyle Fuller und Ronald Darby bereits gut besetzt waren, kam Surtain am ersten Spieltag zunächst nur bei etwa einem Viertel aller defensiven Spielzüge zum Einsatz. Allerdings verletzte sich Darby im Auftaktspiel, weswegen Surtain ab Woche 2 in die Stammformation aufrückte. Bei seinem Debüt als Starter gelang ihm seine erste Interception, nach einem Pass von Trevor Lawrence. Am 12. Spieltag fing Surtain bei der Partie gegen die Los Angeles Chargers zwei Interceptions von Justin Herbert, darunter ein Pick Six. Er wurde als AFC Defensive Player of the Week ausgezeichnet. Insgesamt kam Surtain in seiner Rookie-Saison auf 58 Tackles, vier Interceptions und 14 verteidigte Pässe. Er kam in 16 Partien zum Einsatz, davon 15 mal als Starter. Das Saisonfinale verpasste Surtain wegen einer Wadenverletzung.
In seiner zweiten NFL-Saison wurde Surtain in den Pro Bowl sowie zum First-team All-Pro gewählt. Er verzeichnete zwei Interceptions, verhinderte zehn Pässe und erzwang einen Fumble. Surtain wurde mit dem Demaryius Thomas Team MVP Award als Most Valuable Player der Broncos in der Saison 2022 ausgezeichnet. Beide Auszeichnungen erhielt er auch in der Saison 2023.

### NFL-Statistiken
| Saison                             | Saison | Spiele | Spiele      | Tackles | Tackles | Tackles | Tackles | Interceptions | Interceptions | Interceptions | Interceptions | Interceptions | Fumbles | Fumbles | Fumbles |
| Jahr                               | Team   | Spiele | als Starter | Gesamt  | Solo    | Ast     | Sacks   | PD            | INT           | Yds           | Lng           | TD            | FF      | FR      | TD      |
| ---------------------------------- | ------ | ------ | ----------- | ------- | ------- | ------- | ------- | ------------- | ------------- | ------------- | ------------- | ------------- | ------- | ------- | ------- |
| 2021                               | DEN    | 16     | 15          | 58      | 45      | 13      | 0,0     | 14            | 4             | 70            | 70            | 1             | 0       | 0       | 0       |
| 2022                               | DEN    | 17     | 17          | 60      | 46      | 14      | 0,0     | 10            | 2             | −3            | 0             | 0             | 1       | 0       | 0       |
| 2023                               | DEN    | 17     | 17          | 69      | 59      | 10      | 0,0     | 12            | 1             | 0             | 0             | 0             | 0       | 0       | 0       |
| 2024                               | DEN    | 16     | 16          | 45      | 34      | 11      | 0,0     | 11            | 4             | 132           | 100           | 1             | 1       | 1       | 0       |
| Gesamt                             | Gesamt | 66     | 65          | 232     | 184     | 48      | 0,0     | 47            | 11            | 199           | 100           | 2             | 2       | 1       | 0       |
| Quelle: pro-football-reference.com |        |        |             |         |         |         |         |               |               |               |               |               |         |         |         |